# Lorentz Ingemund Bröms
Lorentz Ingemund Bröms, adlad Lilliestråle, född 10 juni 1710, död 16 augusti 1773 i Stockholm, var en svensk sjömilitär.
Han var son till Ingemund Bröms och Magdalena Elisabet Wetzler
Magdalena Elisabeth Wetzler (1685-1728) som var dotter till överstelöjtnanten Peter Petersson Wetzler 
samt gift första gången 1751 med Sofia Degerman (1724-1755) som var dotter till grosshandlaren Hans Degerman och från 1757 med Margareta Elisabet Lüning (1735-1798) som var dotter till grosshandlaren Johan Christian Lüning (1718-1757). Han var far till Axel Vilhelm Lilliestråle samt bror till Axel Erik Bröms och Joakim Vilhelm Liliestråle.
Bröms blev student vid Uppsala universitet 1723. Han antogs till krigstjänst 1726 och blev arklimästare vid amiralitetet 1729. Han gick sedan i utrikes sjötjänst och återkom till Sverige 1739 från sin utländska tjänst med ett svenskt skepp från Ostindien. Bröms blev löjtnant vid svenska amiralitetet 1740 och konstituerad kapten 1743 samt kapten vid jaktvarvet 1747. 
Bröms blev kaptenlöjtnant vid jaktvarvet 1748 och kapten 1754. Han var ekipagemästare vid Skeppsholmen i Stockholm 1757 och blev överstelöjtnant vid amiralitetet 1764. Som sjömilitär var han 1743 kapten på en galär i sjöträffningen mot ryssarna vid Korpoström. Tillsammans med sina syskon blev han adlad 1756 för sin avlidne fars förtjänster, men i ordningen efter sin yngste bror. Han introducerades 1773 under nummer 1987. Han blev riddare av Svärdsorden 1767.